# Super Club
Super Club è stato un programma televisivo italiano del 2012 di Rai 2.
Il programma, già sperimentato nel 2011 durante la maratona Telethon su Rai 1, è nato dall'unione delle trasmissioni radiofoniche Radio 2 SuperMax e Radio 2 Social Club, entrambe in onda su Radio 2. L'esperimento vide un buon risultato sia per gli ascolti sia per la critica televisiva, tanto che la RAI decise di riproporlo nella seconda serata di Rai 2.
Il programma adotta la formula del varietà, infatti durante la puntata ci sono ospiti musicali, comici, attori e presentatori, e presenta degli sketch comici proposti da Max Giusti, che si esibisce con molti personaggi che egli stesso propone in SuperMax, esibendosi qui con la complicità di Luca Barbarossa, padrone di casa di Social Club.
Il programma è realizzato nello studio Nomentano 6 di Roma, da cui, fino al 2011, è andato in onda Annozero di Michele Santoro.